# Divisive
Divisive è l'ottavo album in studio del gruppo musicale statunitense Disturbed, pubblicato il 18 novembre 2022.

## Tracce
1. Hey You – 4:28
2. Bad Man – 3:22
3. Divisive – 3:58
4. Unstoppable – 3:58
5. Love to Hate – 3:36
6. Feeding the Fire – 4:19
7. Don't Tell Me (feat. Ann Wilson) – 4:31
8. Take Back Your Life – 2:58
9. Part of Me – 3:53
10. Won't Back Down – 2:52

## Formazione
- David Draiman – voce
- Dan Donegan – chitarra, programmazione, cori, tastiera
- John Moyer – basso, cori
- Mike Wengren – batteria, percussioni, cori, programmazione